# Плабеннек
Плабеннек (фр. Plabennec) — коммуна на северо-западе Франции, находится в регионе Бретань, департамент Финистер, округ Брест, центр одноименного кантона. Расположена в 20 км к северу от Бреста, в 9 км от национальной автомагистрали N12.
Население (2019) — 8 515 человек. 

## История
Сделанные на территории коммуны Плабеннек раскопки показали, что люди селились в этих местах с железного века. Менгир Пра-Ледан, обнаруженный в 1835 году, также относится к доисторическим временам. В галло-римский период на территории нынешнего Плабеннека пересекались две римские дороги. Здесь были обнаружены монеты римских императоров Постума и Константина II, бронзовые бюста императора Галлиена и его жены, фрагменты керамики римского периода.
Основание современного Плабеннека связано со Святым Тененаном, приехавшем в Бретань в VII веке, и построившим в этом месте церковь. Он посоветовал жителям построить небольшую круглую башню рядом с их церковью, чтобы туда спрятать серебро и сокровища и их уберечь от рук варваров, если они захотят ограбить эту церковь. Действительно, когда викинги пришли грабить Плабеннек, они захватили церковь и осаждали только что построенную башню, пытаясь поджечь ее, но "молитвы святого Тененана увенчались успехом", и датчане отступили. Плабеннек относился к владениям виконтов Леона, построившим здесь замок Лекелен, от которого сохранился только мотт. 
Земля в этом районе особенно подходит для выращивания сельскохозяйственных культур. С XIX века в Плабеннеке выращиваются лен, конопля и пшеница, затем, с развитием сельского хозяйства, земля стала использоваться для выращивания картофеля. 

## Достопримечательности
- Приходская церковь Святого Тененана XVIII века в стиле классицизма, построенная на месте первой церкви VII века
- Часовня Локмария XVI века, восстановленная в 1841 году после частичного разрушения
- Шато де Лёан 80-х годов XIX века в стиле неоготика
- Усадьба Рес

## Экономика
Структура занятости населения:
- сельское хозяйство — 9,3 %
- промышленность — 10,6 %
- строительство — 15,3 %
- торговля, транспорт и сфера услуг — 33,5 %
- государственные и муниципальные службы — 31,3 %

Уровень безработицы (2015 год) — 9,6 % (Франция в целом — 13,5 %, департамент Финистер — 12,7 %). 

Среднегодовой доход на 1 человека, евро (2015 год) — 22 820 (Франция в целом — 20 150, департамент Финистер — 20 481).

## Демография
Динамика численности населения, чел.

## Администрация
Пост мэра Плабеннека с 2014 года занимает член партии Республиканцы Мари-Анник Креашкадек (Marie-Annick Creac'hcadec). На муниципальных выборах 2020 года возглавляемый ею правый список победил в 1-м туре, получив 56,23 % голосов. 
| Период | Период | Фамилия               | Партия                                                       | Примечания                             |
| ------ | ------ | --------------------- | ------------------------------------------------------------ | -------------------------------------- |
| 1965   | 1995   | Жан-Франсуа Гоадюф    | Объединение в поддержку Республики Союз за народное движение | фермер, депутат Национального собрания |
| 1995   | 2008   | Луи Кос               | Союз за народное движение                                    |                                        |
| 2008   | 2014   | Жан-Люк Блёнван       | Разные левые Социалистическая партия                         | фермер, депутат Национального собрания |
| 2014   |        | Мари-Анник Креашкадек | Республиканцы                                                | управленец                             |

## Города-побратимы
- Вальтенхофен, Германия

## Галерея

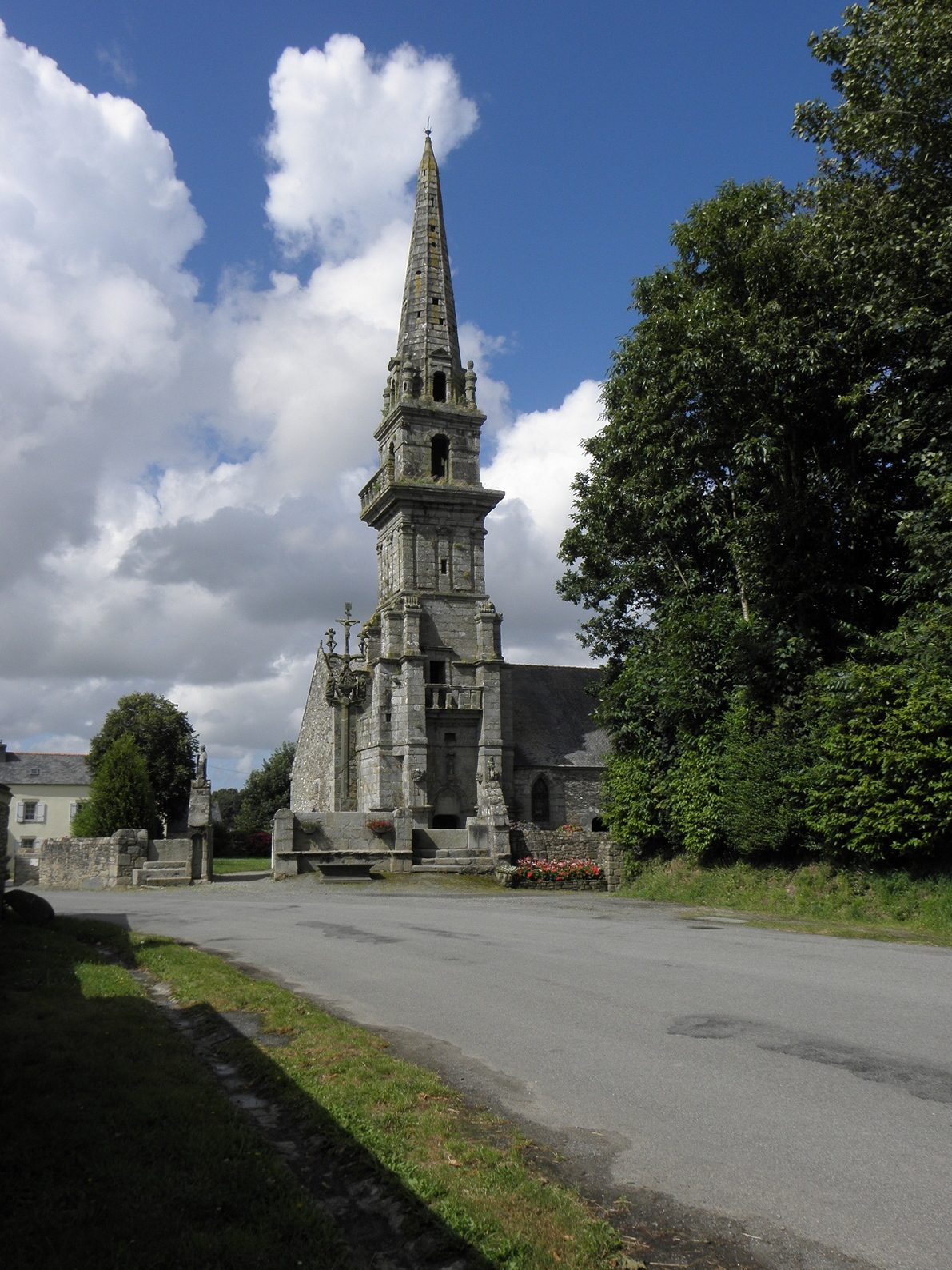
Часовня Локмария